# Krystyna Januszkiewicz
Krystyna Maria Januszkiewicz (ur. w Wadowicach) – polska architekt, dziennikarka oraz wykładowca na Zachodniopomorskim Uniwersytecie Technologicznym w Szczecinie. Od 2012 redaktor naczelna Archivolty.

## Życiorys
Szkołę średnią ukończyła w rodzimych Wadowicach, po czym rozpoczęła studia na Wydziale Architektury Politechniki Krakowskiej.
Jej książka habilitacyjna pt. O projektowaniu architektury w dobie narzędzi cyfrowych (2010) stanowi pierwsze w Polsce kompendium wiedzy z zakresu teorii i praktyki architektury przełomu XX i XXI wieku, powstającej przy współudziale technologii cyfrowych (CAD, CAM, CAE).
W 2007 roku za książkę pt. Estetyka konstrukcji mostowych (współautorzy: konstruktor - Kazimierz Flaga i architekci - A.Hrabiec i E.Cichy-Pazder) otrzymała Nagrodę Ministra Budownictwa i Infrastruktury.